# Río Reloncaví
El río Reloncaví es un curso natural de agua que nace al norte del fiordo de Reloncaví y fluye hacia el sur hasta desembocar en el extremo septentrional del fiordo.
Este río es también llamado río de los Cuarteles y río Roleon en algunos planos españoles.

## Historia
Luis Risopatrón lo describe en su Diccionario Jeográfico de Chile de 1924:: 760 
Reloncaví (Rio de) 41° 22' 72° 17' Presenta cuatro ojos de agua mui contiguos en sus oríjenes, que revien ten de enmedio de un escarpado ele rocas, lleva de i a 2 m3 de agua por segundo en verano, corre al S por un valle vestido a porciones por pequeños árboles, algunos arbustos i gran número de plantas de pangue i se vácia en una playa que seca en bajamar, en la parte N de la bahía de Ralun; es llamado de Los Cuarteles en la rejion. 1, VIII, p. 92; xiii, p. 208; i xv, p. 18 nota al pié; 60, p. 472; 155, p. 637; i 156; Reloncaví o el Roleon de los planos españoles en 61, xxxix, p. 11.